# 賈遜志
贾逊志（1579年—1611年），字敏吾，號春涛，河南归德府夏邑县人，明朝政治人物。

## 生平
万历三十一年（1603年）癸卯科河南乡试举人，三十五年（1607年）丁未科進士。吏部觀政，本年八月授中書舍人，三十九年（1611年）卒。

## 家族
曾祖贾璁；祖父贾貢；父贾淛。母劉氏。严侍下。兄贾竟志（贡士），弟贾明志。